# Специальный комитет США по расследованию включения Балтии в состав СССР
Специальный комитет по расследованию коммунистической агрессии и насильственного присоединения стран Балтии к СССР (англ. Select Committee to Investigate Communist Aggression and the Forced Incorporation of the Baltic States into the U.S.S.R) или Комитет Керстена (англ. Kersten Committee) — специальный комитет Палаты представителей США по расследованию включения стран Прибалтики в состав СССР под руководством конгрессмена Чарльза Керстена, основанный 27 июля 1953 года. Распущен 4 мая 1954 года и заменён специальным комитетом по коммунистической агрессии.

## Фон
В 1940 году в соответствии с секретным протоколом пакта Молотова — Риббентропа, Советский Союз присоединил страны Прибалтики. В каждой из трёх стран под угрозой применения силы, выдвигались требования о создании марионеточных коммунистических правительств. В июле 1940 года были проведены выборы, и в правительство каждой страны было представлено исключительно коммунистами. Затем эти правительства получили, указание обратиться к советскому правительству с просьбой о присоединении к ним в качестве составных советских республик.
Соединённые Штаты, Великобритания, Норвегия, Франция и Дания не признали присоединение действительным и продолжали аккредитовать представительства Эстонии, Латвии и Литвы. 23 июня 1940 года заместитель государственного секретаря США Самнер Уэллес провозгласил американскую политику непризнания на принципах доктрины Стимсона. Политика сохранялась до восстановления независимости в 1991 году во всех трёх странах.

## Расследование
В 1953 году Палата представителей приняла резолюцию № 346, призывающую к специальному расследованию присоединения стран Балтии к Советскому Союзу. 27 июля 1953 года был создан Специальный комитет Палаты представителей для наблюдения за расследованием под председательством Чарльза Дж. Керстена. Комитет провёл слушания с 30 ноября по 11 декабря 1953 года и сообщил о своих выводах в феврале 1954 года.
В ходе расследования Балтийский комитет опросил около 100 свидетелей, включая Йоханнеса Клесмента, бывшего правительственного чиновника Эстонии;  Йонас Чернюс, бывший премьер-министр Литвы, Юозас Бразайтис, исполняющий обязанности министра иностранных дел Литвы и бывшего президента США Герберта Гувера, каждый из которых предоставил свидетельские показания и дополнительную информацию о советских действиях в Эстонии, Латвии и Литве в 1940 году. Среди обвиняемых в преступлениях были советские деятели Андрей Жданов и Андрей Вышинский.

## Значимость
Значение Комитета Керстена было связано прежде всего с политикой непризнания США советской инкорпорации Эстонии, Латвии и Литвы. Однако расследование в то время рассматривалось как способ для Конгресса США лучше изучить способ, которым Советский Союз смог направить захват власти в зарубежных странах. В частности, расследование совпало с участием Соединенных Штатов в Корейской войне и рассматривалось следователями как способ изучения коммунистических методов, которые могли бы быть использованы для лучшего формулирования политики, связанной с этим конфликтом. Постоянный интерес к этому вопросу привел к тому, что Палата представителей заменила Балтийский комитет Специальным комитетом по коммунистической агрессии, который продолжал действовать до 31 декабря 1954 года.